# كأس السوبر الإفريقي 2019
كأس السوبر الإفريقي 2019 (رسميا كأس السوبر الإفريقي توتال 2019 لأسباب الرعاية) هي النسخة السابعة والعشرين من كأس السوبر الإفريقي، وهي مباراة كرة قدم سنوية أفريقية تنظم من قبل الاتحاد الإفريقي لكرة القدم (الكاف)، بين بطلي آخر نسخة من مسابقات الأندية الإفريقية، وهي دوري أبطال إفريقيا وكأس الكونفيدرالية الإفريقية.
ستلعب المباراة بين بطل دوري أبطال إفريقيا 2018، الترجي التونسي، وبطل كأس الكونفيدرالية الإفريقية 2018، الرجاء البيضاوي من المغرب، وستقام المباراة في الدوحة، قطر.
كانت ستقام المباراة في الأول في الملعب الأولمبي برادس، تونس في 29 ديسمبر 2018، لكن أعلن الاتحاد الأفريقي في 12 ديسمبر 2018 ستلعب في قطر، وألغى التاريخ الأول للمباراة. هذه أول مرة سيلعب كأس السوبر الأفريقي خارج أفريقيا.
قبل تغيير موعد هذه المباراة، كانت هذه النسخة من كأس السوبر ستكون استثنائية، حيث تم نقل موعدها من فبراير إلى ديسمبر بعد إحداث تحول جذري في مواعيد إقامة المسابقات، بحيث تغير موعد انطلاقها من فبراير إلى نوفمبر ومن أغسطس إلى مايو، بعد اجتماع اللجنة التنفيذية للكاف في 20 يوليو 2017. النسخة الموالية لكأس السوبر الأفريقي ستقام في أغسطس بعد كأس الأمم الإفريقية 2019 (التي نقلت من يناير/فبراير إلى يونيو/يوليو) وفق جدول المواعيد الجديد.

## الفرق
| الفريق          | المنطقة      | طريقة التأهل                         | حضور سابق (الخط الغليظ يشير إلى بطل تلك النسخة) |
| --------------- | ------------ | ------------------------------------ | ----------------------------------------------- |
| الترجي التونسي  | شمال أفريقيا | بطل دوري أبطال إفريقيا 2018          | 3 (1995، 1999، 2012)                            |
| الرجاء البيضاوي | شمال أفريقيا | بطل كأس الكونفيدرالية الأفريقية 2018 | 2 (1998، 2000)                                  |

## القوانين
كأس السوبر الإفريقي عبارة عن مباراة واحدة، تقام على ملعب بطل دوري أبطال إفريقيا. في حالة انتهى الوقت الأصلي بالتعادل، لا يلعب وقت إضافي، بل يتم اللجوء مباشرة لضربات الجزاء الترجيحية.

## المباراة
| الترجي التونسي | 1–2   | الرجاء البيضاوي            |
| -------------- | ----- | -------------------------- |
| بلايلي 57'     | تقرير | - الحافيظي 22' - بانون 64' |

## وصلات خارجية
- CAFonline.com